# Madhupati
Madhupati (nepalski: मधुपट्टी) – gaun wikas samiti we wschodniej części Nepalu w strefie Sagarmatha w dystrykcie Saptari. Według nepalskiego spisu powszechnego z 2001 roku liczył on 785 gospodarstw domowych i 3685 mieszkańców (1884 kobiet i 1801 mężczyzn).